# غابرييل فيرون
غابرييل فيرون (مواليد 3 سبتمير 2002) هو لاعب كرة قدم برازيلي يلعب كمهاجم في نادي بالميراس.

## روابط خارجية
- غابرييل فيرون على موقع الاتحاد الأوربي (الإنجليزية)
- غابرييل فيرون على موقع إي إس بي إن إف سي (الإنجليزية)
- غابرييل فيرون على موقع قاعدة بيانات كرة القدم.إي يو (الإنجليزية)
- غابرييل فيرون على موقع ليكيب (الفرنسية)
- غابرييل فيرون على موقع Soccerbase.com (لاعب) (الإنجليزية)
- غابرييل فيرون على موقع Soccerway.com (الإنجليزية)
- غابرييل فيرون على موقع عالم كرة القدم.نت (الإنجليزية)
- غابرييل فيرون على موقع كووورة